# (854) Frostia
(854) Frostia (1916 S29) – mała planetoida z pasa głównego.

## Odkrycie
Została odkryta 3 kwietnia 1916 roku w Obserwatorium Simejiz na górze Koszka, na Krymie przez Siergieja Bielawskiego. Nazwa planetoidy pochodzi od Edwina Branta Frosta, amerykańskiego astronoma.

## Orbita
Orbita 854 Frostii nachylona jest do płaszczyzny ekliptyki pod kątem 6,09°. Na jeden obieg wokół Słońca ciało to potrzebuje 3 lat i 236 dni, krążąc w średniej odległości 2,36 au od Słońca. Średnia prędkość orbitalna tej asteroidy to 19,35 km/s.

## Właściwości fizyczne
Frostia ma średnicę ok. 15 km. Jej albedo wynosi ok. 0,1, a jasność absolutna to 12,1m. Średnia temperatura na jej powierzchni sięga 181K.

## Księżyc asteroidy
W lipcu 2004 roku Raoul Behrend, Laurent Bernasconi, Alain Klotz oraz Russell I. Durkee odkryli w towarzystwie 854 Frostii obecność księżyca o średnicy szacowanej na 10 km, orbitującego w odległości ok. 25 km od tej planetoidy. Okres obiegu tego satelity to 1 dzień 13 godzin 43 min. Obecnie nosi on tymczasowe oznaczenie S/2004 (854) 1.